# Sigrid Duchhardt-Bösken
Sigrid Duchhardt-Bösken, geborene Sigrid Bösken, (* 1943 in Graz; † 6. Mai 2004 in Mainz) war eine deutsche Kunsthistorikerin und Archivarin.

## Leben
Nach dem Abitur in Mainz studierte Sigrid Bösken Kunstgeschichte, Geschichte und Klassische Archäologie an den Universitäten Mainz und Wien. In Mainz wurde sie 1969 bei Fritz Arens mit einer Arbeit zu den Mainzer Goldschmieden vom Ende des 15. bis zum Ende des 18. Jahrhunderts promoviert. 1972 heiratete sie den Historiker Heinz Duchhardt. Ab 1970 arbeitete sie unter Anton Philipp Brück am Dom- und Diözesanarchiv Mainz und wurde nach dessen Tod im Dezember 1984 Leiterin des Archivs. 1988 gab sie diese Stelle auf und zog mit ihrem Mann nach Münster. 1995 kehrte sie nach Mainz zurück und war wieder für das Archiv tätig.
Zu den Schwerpunkten ihrer archivalischen Tätigkeit gehörten die Sicherungsverfilmung wichtiger Dokumente und die zentrale Erfassung von Pfarrarchiven nicht besetzter Pfarreien sowie die Erschließung des Nachlasses ihres Doktorvaters Fritz Arens.

## Veröffentlichungen (Auswahl)
- Die Mainzer Goldschmiedezunft. Ihre Meister und deren Werke vom Ende des 15. bis zum ausgehenden 18. Jahrhundert (= Beiträge zur Geschichte der Stadt Mainz Band 21). Stadtbibliothek Mainz, Mainz 1971.
- Das Bischöfliche Ordinariat Mainz und der Nationalsozialismus bis 1933. Eine Dokumentation. Abteilung Öffentlichkeitsarbeit im Bischöflichen Ordinariat, Mainz 1983.